# Klakar
Klakar è un comune della Croazia di 2 417 abitanti della regione di Brod e della Posavina.